# Paix du travail
La paix du travail désigne, en Suisse, des conventions passées entre syndicats et patronat en 1937 puis, par extension, l'ensemble des conventions collectives suisses conclues depuis cette date. D'après l'historien Bernard Degen, elle « désigne une situation où les conflits collectifs entre employeurs et salariés sont résolus par la négociation, en renonçant à des mesures de lutte comme la grève et le lock-out » ; elle « est devenue en Suisse, dans la seconde moitié du XXe siècle, un élément de l'identité nationale ».
Fondamentalement, la paix du travail est fondée sur un partenariat social nécessaire, à savoir les intérêts communs unissant employeurs et employés : l'entreprise qui les fait vivre. De ce fait, la paix du travail s'inscrit essentiellement dans un rapport de collaboration entre employés et employeurs.

## Contexte historique
Les crises économiques européennes et mondiales successives de 1921, 1930 et 1936 touchent durement l'économie de la Suisse qui est alors en grande partie tournée vers l'exportation et le tourisme. En particulier, les secteurs de l'horlogerie et de la restauration sont victimes de plusieurs faillites, provoquant la mise au chômage de plus de 124 000 personnes en janvier 1936.
Parmi les nombreuses mesures prises par les gouvernements fédéraux et cantonaux, on note un développement considérable de la production hydro-électrique par la mise en service de plusieurs barrages, permettant ainsi de réduire la dépendance énergétique du pays envers l'étranger. Dans le même temps, le franc suisse est dévalué de 30 %, quittant ainsi la parité or pour la première fois. Enfin, après le rejet en 1918 d'une initiative populaire sur le sujet, le gouvernement fédéral introduit l'impôt fédéral direct, destiné à aider des entreprises, en particulier dans le domaine bancaire.
Ces mesures sociales, couplées au développement du Parti socialiste suisse ainsi que la prise par le gouvernement fédéral d'un arrêté autorisant « le Département fédéral de l'Économie publique à arbitrer d'office et sans appel les conflits de salaires collectifs » amenèrent les différentes classes économiques à se rapprocher et à mettre en place des accords bipartites de prévention des conflits sociaux.

## Détail des accords
C'est à la suite d'une grève des ouvrières du cadran dans les montagnes neuchâteloises qu'un accord de paix sociale est signé en mai 1937 dans l'horlogerie, qui prévoit la paix du travail. Mais la convention la plus importante, appelée accord de la paix du travail est signée le 19 juillet 1937 entre les syndicats de la métallurgie (représentés par Konrad Ilg) et les patrons (représentés par Ernst Dübi). Elle oblige tous les syndicats signataires à renoncer à la grève en cas de conflit, mais interdit en contrepartie aux patrons de pratiquer le lock-out des entreprises. Malgré le peu d'enthousiasme de la base syndicale, l'accord est ratifié principalement dans le but d'éviter une ingérence de l’État fédéral. Il ne s'agit pas d'une convention collective au sens qui lui a été donné depuis : l'accord ne prévoit pas des conditions de travail (salaires, horaires, etc.), mais indique seulement comment des conflits qui pourraient intervenir doivent être réglés, notamment avec un Tribunal arbitral.
Contrairement à une idée largement répandue, cet accord n'est pas la première convention collective signée en Suisse. En effet, après les menuisiers de Genève en 1857 et les typographes de Saint-Gall en 1861, de telles conventions ont été négociées sur le plan fédéral par les brasseurs en 1906, les typographes l'année suivante et les plombiers en 1911.
Par la suite, différentes conventions collectives sont signées sur le même modèle, dans quasiment tous les domaines économiques. Elles resteront toujours bipartites, l'État se bornant à les reconnaître et parfois à leur donner force obligatoire dans un secteur donné, selon des dispositions légales datant des années 1950, et introduisant l'obligation de paix du travail pour les objets réglés par la convention (paix relative) [7]. L'obligation de paix absolue (y compris pour les objets non réglés par la convention) n'oblige alors que lorsque la convention le prévoit, et n'engage que les signataires (syndicats et patronat). Ces accords participent grandement à une pratique collaborationniste des syndicats helvétiques ainsi qu'à leur intégration dans les différentes structures étatiques.
La prolongation de la convention de paix du travail dans la métallurgie, renouvelée en 1941, puis en 1944 va contribuer à la naissance de la Suisse sociale de l'après-guerre, en particulier dans ce domaine par l'adoption en 1956 d'une loi empêchant que des patrons ou des travailleurs non couverts par une convention collective ne puissent s'entendre sur des conditions moins favorables que celle-ci.

## Paix du travail auXXIesiècle
Au début du XXIe siècle, la Suisse compte environ 600 conventions collectives de travail (en grande majorité définissant une paix du travail absolue et pour une part une paix relative) en vigueur qui ne concernent que 40 % des salariés. Toutefois, la paix du travail est devenue « à la fois une institution et un mythe », bien que fréquemment annoncée comme moribonde ou en danger.
Le 9 avril 2003 par exemple, la Convention collective de travail de l’industrie des machines, des équipements électriques et des métaux (la plus importante du pays) est renouvelée pour deux ans après quatre ans de négociations entre les partenaires sociaux. En Suisse, la paix du travail « est devenu[e] un tabou parce qu'on l'a idéalisée en se référant à ses origines. Mais il y a toujours eu des grèves et la paix n'est pas un mythe, c'est une réalité du rapport de force entre syndicats et patronat, mais voulu par l'État ».
Certains considèrent que la paix du travail peut être menacée par l'afflux de patrons étrangers ne connaissant pas le partenariat social en suisse.